# 潇洒走一回 (歌曲)
《潇洒走一回》，由陳樂融、王蕙玲填詞，陳大力、陳秀男作曲，何國傑編曲，是女歌手葉倩文專輯《瀟灑走一回》的主打歌曲，以及1991年中華電視公司電視劇《京城四少》的主題曲。面世後在港台風行一時，獲得多個樂壇獎項，如1992年度香港電台的十大中文金曲獎及台灣金曲獎的最佳年度歌曲獎等。1997年，躋身第20屆十大中文金曲獎的「二十載十大最愛」。2010年，《新京城四少》仍然把它用作主題曲。

## 背景
陳秀男受訪時憶述，華視出品八點檔連續劇《京城四少》時，屬意飛碟唱片的歌手，而葉蒨文就在飛碟下波發片的歌手名單裡。雖然葉蒨文在台灣不是很有名，但導演賴水清知道她在香港的成績，贊成由她來唱。葉蒨文則錄音當天才聽到曲子，並不太喜歡，但因為當時唱片公司的主導權比歌手大，她才勉強唱了。

## 獎項
| 年份 | 獎項                                              | 是否得獎 | 備注  |
| ---- | ------------------------------------------------- | -------- | ----- |
| 1992 | 第15屆金鼎獎作曲獎(陳大力、陳秀男)                | 獲獎     |       |
| 1992 | 15屆金鼎獎歌詞獎(陳樂融、王蕙玲)                  | 獲獎     |       |
| 1992 | 第十五屆十大中文金曲獎優秀國語歌曲                | 獲獎     | [ 3 ] |
| 1992 | 十大中文金曲獎                                    | 獲獎     |       |
| 1992 | 第4届金曲獎最佳年度歌曲獎                         | 獲獎     |       |
| 1992 | 第4屆金曲獎最佳作曲人獎                           | 獲獎     |       |
| 1992 | 無線電視十大勁歌金曲頒獎典禮 最受歡迎國語歌曲金獎 | 獲獎     |       |
| 1992 | 十大勁歌金曲 最佳作曲                             | 獲獎     |       |
| 1992 | 十大勁歌金曲 最佳編曲                             | 獲獎     |       |
| 1992 | 商業電台叱吒樂壇流行榜頒獎典禮 全國專業推介金獎   | 獲獎     |       |
| 1997 | 第20屆十大中文金曲獎二十載十大最愛                | 獲獎     | [ 4 ] |

## 衍生版本
- 粵語版。
- 閩南語版，童欣演唱，收錄於專輯《深深的愛·情難忘》。